# Oskarshamns TK
Oskarshamns Tennisklubb (förkortat OTK) är en idrottsförening grundad 1898.
Tennisklubben är centralt lokaliserad mellan Döderhultsvägen och Södra Fabriksgatan i Oskarshamn. Tennisanläggningen har fyra inomhusbanor och fyra utomhusbanor. Varje år arrangerar klubben tävlingen Blå Jungfruspelen. Tävlingen ingår i Svenska Tennisförbundets sommartour och brukar spelas i juli.